# Diócesis de Mansa
La diócesis de Mansa (en latín: Dioecesis Mansaen(sis) y en inglés: Roman Catholic Diocese of Mansa) es una circunscripción eclesiástica latina de la Iglesia católica en Zambia, sufragánea de la arquidiócesis de Kasama. La diócesis tiene al obispo Patrick Chisanga, O.F.M.Conv. como su ordinario desde el 30 de noviembre de 2013.

## Territorio y organización
La diócesis tiene 44 000 km² y extiende su jurisdicción sobre los fieles católicos de rito latino residentes en la provincia de Luapula.
La sede de la diócesis se encuentra en la ciudad de Mansa, en donde se halla la Catedral de Nuestra Señora de la Asunción.
En 2019 en la diócesis existían 27 parroquias.

## Historia
La prefectura apostólica de Fort Rosebery fue erigida el 10 de julio de 1952 con la bula Ut qui sacris del papa Pío XII, obteniendo el territorio del vicariato apostólico de Banguelo (hoy arquidiócesis de Kasama).
El 3 de enero de 1961 la prefectura apostólica fue elevada a diócesis con la bula Venerabiles Fratres del papa Juan XXIII.
El 22 de noviembre de 1967 tomó su nombre actual.

## Estadísticas
De acuerdo al Anuario Pontificio 2020 la diócesis tenía a fines de 2019 un total de 331 327 fieles bautizados.
| Año                                                                             | Población            | Población | Población      | Sacerdotes | Sacerdotes    | Sacerdotes    | Bautizados por sacerdote | Diáconos permanentes | Religiosos | Religiosos | Parroquias |
| Año                                                                             | Bautizados católicos | Total     | % de católicos | Total      | Clero secular | Clero regular | Bautizados por sacerdote | Diáconos permanentes | Varones    | Mujeres    | Parroquias |
| ------------------------------------------------------------------------------- | -------------------- | --------- | -------------- | ---------- | ------------- | ------------- | ------------------------ | -------------------- | ---------- | ---------- | ---------- |
| 1970                                                                            | 111 127              | 442 710   | 25.1           | 55         | 8             | 47            | 2020                     |                      | 58         | 37         |            |
| 1980                                                                            | 146 000              | 514 000   | 28.4           | 41         | 5             | 36            | 3560                     |                      | 46         | 41         | 12         |
| 1990                                                                            | 180 730              | 513 600   | 35.2           | 44         | 19            | 25            | 4107                     |                      | 31         | 45         | 13         |
| 1999                                                                            | 327 587              | 700 500   | 46.8           | 43         | 28            | 15            | 7618                     |                      | 18         | 83         | 16         |
| 2000                                                                            | 463 047              | 918 000   | 50.4           | 45         | 29            | 16            | 10 289                   |                      | 19         | 73         | 16         |
| 2001                                                                            | 388 396              | 1 000     | 38.8           | 45         | 30            | 15            | 8631                     |                      | 16         | 68         | 16         |
| 2002                                                                            | 388 396              | 1 000     | 38.8           | 51         | 38            | 13            | 7615                     |                      | 15         | 80         | 16         |
| 2003                                                                            | 403 511              | 988 249   | 40.8           | 54         | 39            | 15            | 7472                     |                      | 17         | 77         | 16         |
| 2004                                                                            | 474 252              | 927 197   | 51.1           | 50         | 35            | 15            | 9485                     |                      | 20         | 75         | 16         |
| 2007                                                                            | 479 000              | 1 000     | 47.9           | 50         | 40            | 10            | 9580                     | 6                    | 12         | 82         | 18         |
| 2013                                                                            | 447 000              | 1 196 000 | 37.4           | 54         | 45            | 9             | 8277                     |                      | 10         | 82         | 16         |
| 2016                                                                            | 480 000              | 1 284 000 | 37.4           | 56         | 47            | 9             | 8571                     |                      | 13         | 100        | 23         |
| 2019                                                                            | 331 327              | 1 063 798 | 31.1           | 56         | 48            | 8             | 5916                     |                      | 10         | 90         | 27         |
| Fuente: Catholic-Hierarchy, que a su vez toma los datos del Anuario Pontificio. |                      |           |                |            |               |               |                          |                      |            |            |            |

## Episcopologio
- René-Georges Pailloux, M.Afr. † (7 de noviembre de 1952-3 de julio de 1971 renunció)
- Elias White Mutale † (3 de julio de 1971-17 de septiembre de 1973 nombrado arzobispo de Kasama)
- James Mwewa Spaita † (28 de febrero de 1974-3 de diciembre de 1990 nombrado arzobispo de Kasama)
  - Sede vacante (1990-1993)
- Andrew Aaron Chisha (1 de julio de 1993-15 de enero de 2009 retirado)
  - Sede vacante (2009-2013)
- Patrick Chisanga, O.F.M.Conv., desde el 30 de noviembre de 2013